# Yayesh Gate Tesfaw
Yayesh Gate Tesfaw, née le 28 février 1997, est une athlète handisport éthiopienne spécialisée dans le demi-fond concourant en T11 pour les athlètes déficients visuels. Elle est championne du monde et olympique du 1 500 m en 2024.

## Carrière
Pour sa première participation aux Jeux paralympiques en 2024, Yayesh Gate Tesfaw sert en tant que porte-drapeau lors de la cérémonie d'ouverture. Lors de la compétition, elle remporte la médaille d'or sur le 1 500 m T en battant le record du monde en 4 min 27 s 68. Quelques mois plus tôt, elle avait déjà remporté le titre mondial à Kobe en battant déjà le précédent record du monde en 4 min 31 s 77.

## Palmarès
| Date | Compétition           | Lieu  | Place |
| ---- | --------------------- | ----- | ----- |
| 2024 | Championnats du monde | Kobe  | 1re   |
| 2024 | Jeux paralympiques    | Paris | 1re   |